# Championnats du monde de kayak-polo 2008
Navigation
Édition précédente Édition suivante
Les championnats du monde de kayak-polo de 2008 se sont déroulés du 21 au 24 juillet à Edmonton, au Canada.

## Résultats
| Catégorie     | Médaille d'or   | Médaille d'argent | Médaille de bronze |
| ------------- | --------------- | --- | ------------------ |
| Sénior Hommes | Pays-Bas        | France- François Barbey - Martin Brodoux - Thibaut Chanuc - Manuel Courtin - Yves-Marie Denis - Maxime Gohier - Philippe Pfister | Italie             |
| Sénior Dames  | Grande-Bretagne | Allemagne | France             |
| Espoir Hommes | Grande-Bretagne | France- Benjamin Dolbecq - Adrien Ferec - Romain Guesdon - Martin Lelièvre - Romain Morel - Nathan Souviraa - Maxime Vaupres     | Italie             |